# Териголи (Прато)
Териголи је насеље у Италији у округу Прато, региону Тоскана.
Према процени из 2011. у насељу је живело 537 становника. Насеље се налази на надморској висини од 225 м.